# Fjodor Nikolajevitj Jurtjikhin
Fjodor Nikolajevitj Jurtjikhin (På russisk: Фёдор Николаевич Юрчихин) (født 3. januar 1959 i Batumi i Georgien) er en kosmonaut hos RSC Energija . Han er gift med Larisa Anatoljevna Jurtjikhina med hvilken han har to døtre. Jurtjikhin er af græsk afstamning og begge hans forældre bor i Grækenland.

## Uddannelse
Efter at have taget sin studentereksamen in Batumi i 1976 startede han på Moskvas Institut for luftfart hvor han tog en uddannelse som maskiningeniør med speciale i fly. Han blev færdig i 1983. I 2001 blev han færdig med en PhD i økonomi.

## Karriere
Efter universitetet fik Jurtjikhin arbejde hos Energija hvor han var fra 1983 til 1997. Han steg i graderne fra sin startposition som kontrollør i kontrolcenteret til ingeniør, overingeniør og til sidst ledende ingeniør for samarbejdet mellem Mir og rumfærgen.
I august 1997 blev Jurtjikhin optaget som kosmonautkandidat. Han blev valgt og fra januar 1998 til november 1999 gennemførte han grundtræningen. I januar 2000 startede Jurtjikhin i gruppen, der trænede til at blive sendt op til ISS.
7. oktober 2002 blev Jurtjikhin sendt op på sin første rumflyvning da han var med om bord på rumfærgen Atlantis på STS-112 missionen. Missionens mål var at udbygge skelettet på ISS. Dette krævede tre rumvandringer i løbet af turen. Jurtjikhin deltog dog ikke i nogen af dem. På denne mission tilbragte Jurtjikhin i alt 10 dage 19 timer og 58 minutter i rummet.
I 2007 deltog Jurtjikhin i sin anden rumflyvning da han blev udvalgt til at være en del af ekspedition 15 til ISS. Han blev opsendt 7. april fra Bajkonur-kosmodromen om bord på Sojuz TMA-10 ssammen med Oleg Kotov og rumturisten Charles Simonyi. 30. maj udførte Jurtjikhin og Kotov en 5 timer og 25 minutter rumvandring for at installere paneler, der skal beskytte ISS mod rumskrot. Denne rumvandring var Jurtjikhins første.